# Congee
Congee, ook wel rijstepap of rijstsoep, is een pap waarin rijst wordt verwerkt. Veel Aziatische keukens hebben een variatie op dit gerecht. Congee maakt men door water te koken en als het water kookt, rijst toe te voegen, en dit langere tijd - soms tot vier uren - te laten garen, tot de rijst uiteen gevallen is. Congee ziet er dan uit als witte, drassige brij. Congee zonder de toevoeging van andere ingrediënten is vrijwel smaakloos.

## Chinese variaties
Congee wordt in China veelal gegeten als ontbijt. Er bestaan diverse soorten congee, ook verschilt het recept per streek. In de rijstepap worden soms pinda's, uien, duizendjarig ei, kaneel, gedroogde zeedieren en zout toegevoegd voor de smaak. Rijstepap met ander recept:
- Chaozhou-rijstepap
- Hongkong-rijstepap
- Peking-rijstepap
- Fujian-rijstepap
- Kantonees-rijstepap

## Japanse variatie

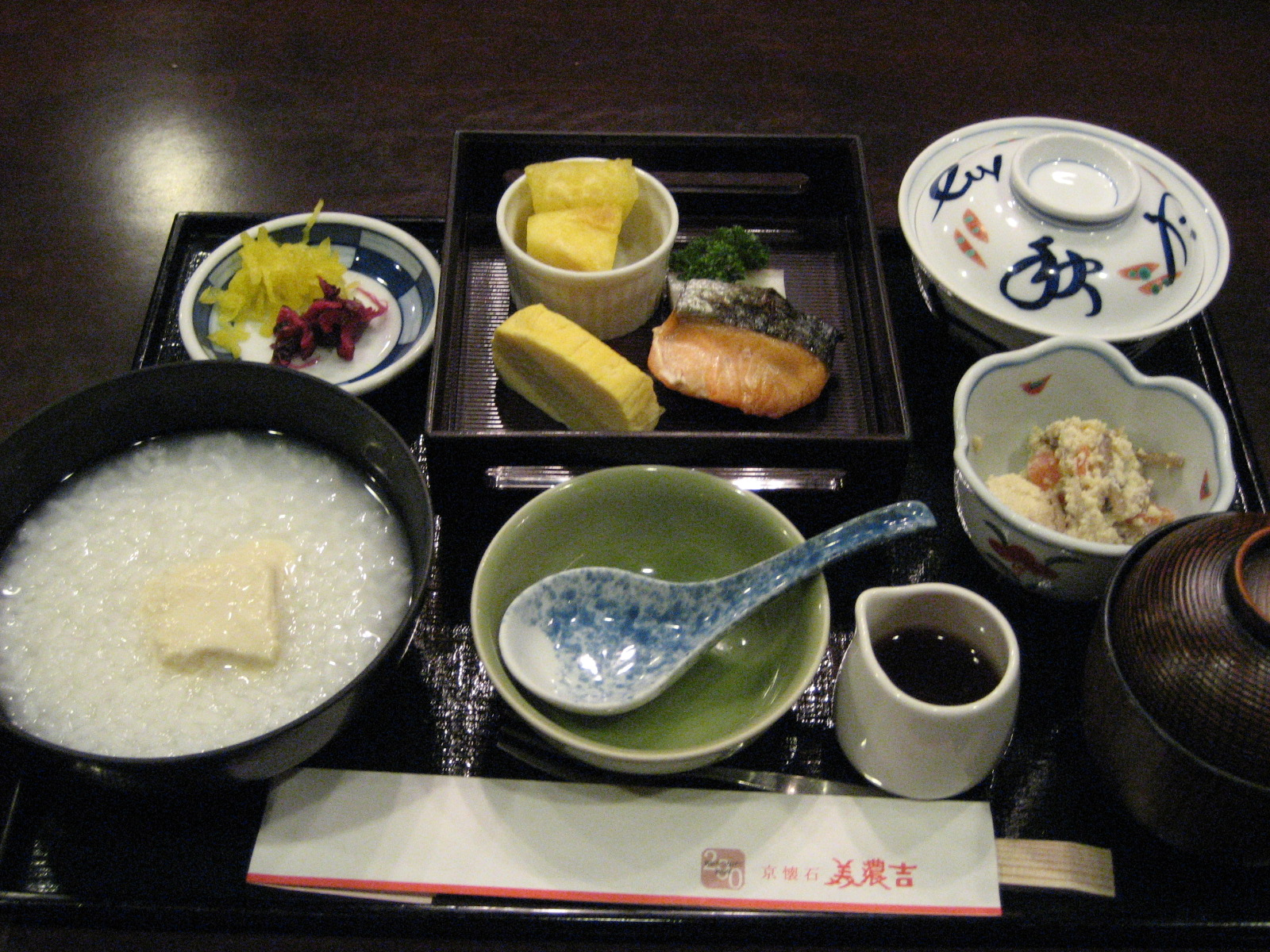
Congee als ontbijt in Kyoto

Kayu, of vaak okayu, is de naam van een soort congee die gegeten wordt in Japan en wordt gemaakt met een water-op-rijst-verhouding van 5 op 1 of 7 op 1 en wordt ongeveer 30 minuten gekookt. Kayu kan bereid worden met enkel rijst en water en wordt vaak gekruid met zout. Een ei kan door de rijstsoep heen geklopt worden om hem wat dikker te maken. Om de smaak te verrijken kunnen er ingrediënten toegevoegd worden zoals: stengelui, zalm, viskuit, gember en umeboshi (ingelegde vruchten van de Japanse abrikoos) komen het vaakst voor. Miso of kippenbouillon kan toegevoegd worden om de bouillon op smaak te brengen. De meeste Japanse rijstkokers beschikken over een specifieke stand voor het koken van congee.

## Koreaanse variaties
In de Koreaanse keuken wordt rijstepap juk genoemd.
- Jeonbokjuk - rijstepap met zeeoren

## Thaise variatie

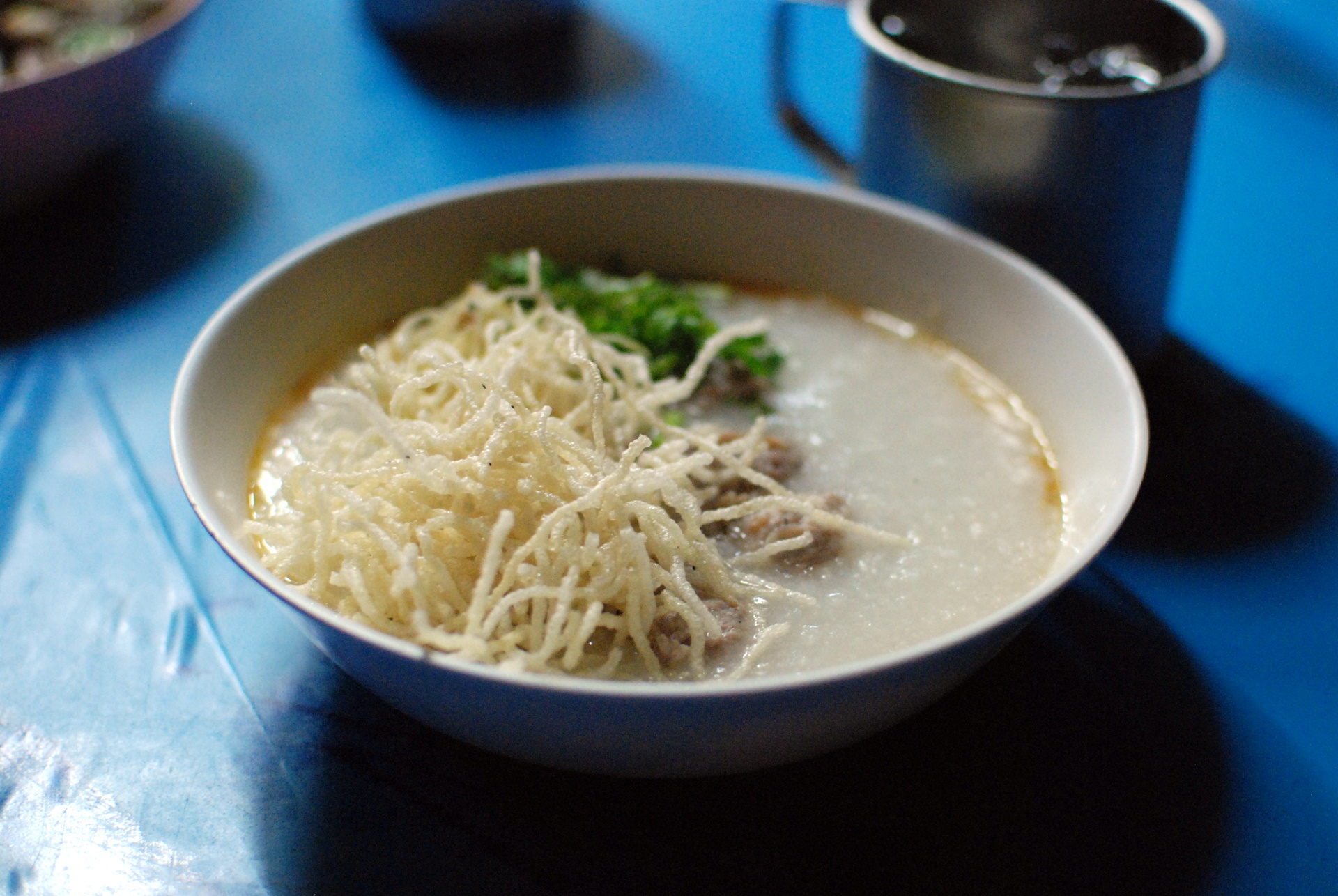
Tjok mu sap: Thaise congee met varkensgehakt

In de Thaise keuken wordt congee, bekend als tjok (โจ๊ก, tɕóːk, een leenword uit het Zuidelijk Min), vaak geserveerd als ontbijt met een rauw of zachtgekookt ei eraan toegevoegd. Varkens- of rundergehakt en gehakte bosui worden meestal toegevoegd en het gerecht wordt meestal voltooid met een kleine donut-achtige pathongko, gebakken knoflook, een paar snippers gember en pittige ingelegde groenten zoals ingelegde radijs. Hoewel het een populair ontbijtgerecht is, verkopen tjok-zaakjes het gerecht de hele dag. Variaties in het gebruikte vlees en toevoegingen komen veel voor. Het gerecht is vooral populair tijdens Thailands koele seizoen. Thaise congee wordt op een vergelijkbare manier bereid als Laotiaanse congee.